# Bombardement de Granai
Guerre d'Afghanistan
Le bombardement de Granai est un massacre effectué par les forces armées des États-Unis, le lundi 4 mai 2009, dans le village de Granai, appartenant au district de Bala Buluk, dans la province de Farâh, en Afghanistan.
Des insurgés talibans étaient la cible de cette opération. Plus de 100 personnes, insurgés ou civils incluant femmes et enfants auraient été tués dans cette attaque, ce qui en ferait le bombardement le plus meurtrier pour les civils depuis le début de l'intervention internationale en 2001 et depuis le bombardement d'Azizabad. Le gouvernement d'Hamid Karzai affirme que jusqu'à 130 civils ont pu être tués lors des bombardements des lundi 4 et mardi 5 mai 2009 ; le Pentagone affirme que ce bilan est exagéré.

## Bilan incertain

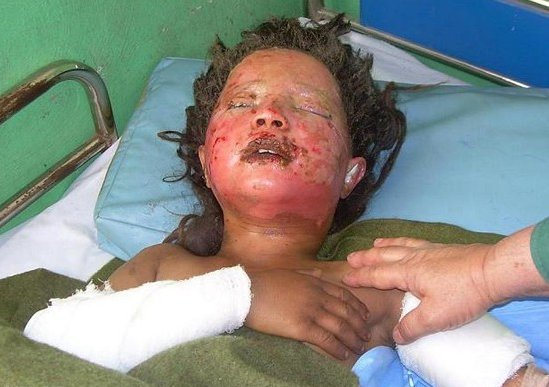
Une victime à l'hôpital, le 4 mai 2009.

Certains bilans montent à 120 morts, les talibans affirmant que toutes les victimes étaient civiles. Le chef de la police locale a signalé que ceux-ci auraient utilisé les civils comme bouclier humain.
Le général américain David McKiernan, commandant la Force internationale d'assistance et de sécurité, a déclaré que 25 talibans et un nombre indéterminé de civils avaient été tués au cours de combats. Le gouverneur de Farah, Rohul Amin, n'était pas non plus en mesure de confirmer le nombre de victimes car la zone bombardée est sous le contrôle des talibans.
Des employés du Comité international de la Croix-Rouge affirment avoir vu des douzaines de cadavres. Selon des témoignages d'habitants, le bombardement a fait de nombreuses victimes, certains villageois parlent de 70 à 100 morts. Adbul Basir Khair Khowa, un membre du conseil provincial de Farah, affirme que des habitants lui ont déclaré que 147 civils avaient été tués. Certains témoignages publiés par la presse afghane évoquent jusqu'à 170 morts,.
Selon le gouvernement afghan, 140 civils ont été tués dans le bombardement, dont 93 enfants, 25 femmes et 22 hommes. Une liste de noms des victimes est publiée.
Ces bilans sont contestés par l'armée américaine. Le 29 mai, le général David Petraeus déclare que la majorité des personnes tuées dans le bombardement sont des Taliban. L'armée américaine estime que le nombre des civils tués est de 20 à 35.

## Plusieurs versions

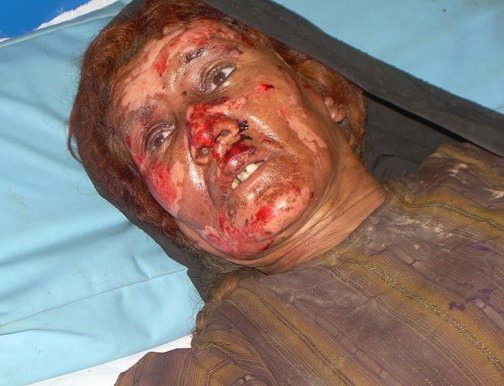
Une victime à l'hôpital, le 4 mai 2009.

Selon le Comité international de la Croix-Rouge, une grande partie des victimes ont été tuées par un bombardement aérien. L'aviation américaine avait été appelée en renfort par les forces de l'armée nationale afghane intervenues à Ganjabad et Granai contre des groupes insurgés qui venaient de décapiter trois prétendus « espions ». 
Les versions au sujet du bombardement divergent au sein même du gouvernement et de l'armée américaine. En effet, en visite à Kaboul, le secrétaire de la Défense, Robert Gates, pointe une éventuelle manipulation des talibans et s'est fait l'écho, début mai, d'informations faisant état de « talibans lançant des grenades dans les maisons pour faire des victimes civiles et en rejeter la faute sur les États-Unis ». Le général David Petraeus parlait quant à lui de l'usage de « boucliers humains » .
Début juin 2009, des responsables de l'administration Obama et du département de la Défense des États-Unis ont déclaré que les règles d'engagement n'avaient pas été suivies. L'attaque, en particulier, n'avait pas été correctement préparée, tandis qu'une bombe d'une tonne avait été lancée d'un Rockwell B-1 Lancer sur un édifice dans des conditions de mauvaise visibilité.

## Réactions
Le président afghan Hamid Karzai a qualifié cet événement de « bavure inacceptable et injustifiable ». La secrétaire d'État américaine Hillary Clinton a « regretté profondément » les pertes de vies humaines.